# Pershing Hall
Le Pershing Hall  est un bâtiment historique situé 49 rue Pierre-Charron, dans le 8e arrondissement de Paris.

## Chronologie
Le bâtiment est construit à la fin du XVIIIe siècle pour le comte de Paris.
En 1910, c'est l'hôtel particulier de M. de Lapisse. 
Le général John Pershing s'installe dans l'hôtel particulier en 1917. C'est le quartier général du corps expéditionnaire américain en France, dans le cadre de la Première Guerre mondiale.
Le site devient ultérieurement le siège parisien de l’American Legion et sert de cercle aux anciens combattants américains présents à Paris.
En 1964, Monique Porter fonde la Pershing Hall School, qui déménage à l’été 1968 et deviendra plus tard l’International School of Paris.
En 1998, le bâtiment, propriété du gouvernement fédéral des États-Unis, est loué pour 99 ans à une société privée et transformé en hôtel de luxe, nommé Pershing Hall, en l’honneur du général,. Un mur de la cour intérieure de l’hôtel d’une hauteur de 30 mètres est transformé par Patrick Blanc en jardin vertical. La décoration intérieure est réalisée par Andrée Putman.
En septembre 2001, l'hôtel ouvre ses portes au public. Il ferme en 2018. Des travaux ont lieu en 2020.
Le 26 février 2021, l’enseigne de mode américaine Kith s'installe sur deux niveaux, partageant le bâtiment avec un espace de restauration et des bureaux.